# Pioneer Square South és Pioneer Square North megállóhelyek
Pioneer Square South és Pioneer Square North megállóhelyek a Metropolitan Area Express kék és piros vonalainak megállói az Oregon állambeli Portlandben. 2004 és 2009 között a sárga vonal is megállt itt, de annak megállóját a Portland Transit Mallhoz helyezték át.
A Yamhill és Morrison utcákban, a Pioneer Courthouse téren elterülő megállók szélső peronosak, a vonatokra a járdáról lehet felszállni. A közelben a Macy’s és Nordstorm bevásárlóközpontok, illetve egy TriMet jegyiroda található, valamint a téren számos rendezvényt tartanak.

## Átszállási lehetőségek
A Portland Transit Mall hatodik sugárúti, északra tartó vonalai a tér keleti oldalán kapcsolódnak a könnyűvasúti vágányokhoz, az ötödik sugárúti, déli irányú járatokra pedig egy megállóval keletre lehet felszállni. A MAX zöld, narancssárga és sárga vonalaira szintén a Portland Transit Mallnál, a Pioneer Courthouse/Southwest 6th és Pioneer Place/Southwest 5th megállóhelyeknél lehet átszállni.
| Előző állomás                                              |                                       | Metropolitan Area Express |  | Következő állomás                                         |
| ---------------------------------------------------------- | ------------------------------------- | ------------------------- |  | --------------------------------------------------------- |
| Library/SW 9th Avecsak az egyik irányban                   |                                       | Kék vonal                 |  | Mall/SW 4th Avetovább Cleveland Avenue felé               |
| Galleria/SW 10th Avetovább Hatfield Government Center felé | Mall/SW 5th Avecsak az egyik irányban | Kék vonal                 |  |                                                           |
| Library/SW 9th Avecsak az egyik irányban                   |                                       | Piros vonal               |  | Mall/SW 4th Avetovább Portland International Airport felé |
| Galleria/SW 10th Avetovább Beaverton pályaudvar felé       | Mall/SW 5th Avecsak az egyik irányban | Piros vonal               |  |                                                           |

## Fordítás
- Ez a szócikk részben vagy egészben  a   Pioneer Square South and Pioneer Square North című angol Wikipédia-szócikk ezen változatának fordításán alapul.  Az eredeti cikk szerkesztőit annak laptörténete sorolja fel. Ez a jelzés csupán a megfogalmazás eredetét és a szerzői jogokat jelzi, nem szolgál a cikkben szereplő információk forrásmegjelöléseként.